# Kino Bałtyk w Poznaniu
Kino Bałtyk w Poznaniu – budynek z kinem istniejący w latach 1929–2002, zlokalizowany w Poznaniu na Jeżycach, położony w bezpośrednim sąsiedztwie Międzynarodowych Targów Poznańskich, w kwartale obecnej ul. Bukowskiej, Franklina Roosevelta i Zwierzynieckiej, przy rondzie Kaponiera.

## Budynek
Czterokondygnacyjny budynek, w którym mieściło się kino powstał na Powszechną Wystawę Krajową. Został wybudowany w latach 1928–1929 według projektu Sylwestra Pajzderskiego, jako budynek mieszkalno-usługowy z salą teatralną (kinową) dla Towarzystwa Czytelni Ludowych. Składał się z dwóch położonych prostopadle skrzydeł – od strony ul. Bukowskiej, naprzeciwko Hali Reprezentacyjnej Międzynarodowych Targów Poznańskich, oraz od strony ul. Franklina Roosevelta – pomiędzy którymi znajdowała się sala kina. W budynku prócz kina mieściła się również restauracja, księgarnia oraz 37 mieszkań dla pracowników PKO. Lokale na pierwszym piętrze miały charakterystyczne półokrągłe okna.
W pobliżu budynku znajdowała się zbudowana w 1910 drukarnia Concordia, Osiedle Vesty z lat 1936–1937 zbudowane dla pracowników Towarzystwa Ubezpieczeń Wzajemnych Vesta oraz oddany do użytku w 1964 Dom Studencki Jowita, nazywany potocznie „Akumulatorami”. 
Początkowo w budynku znajdowała się reprezentacyjna restauracja „Bałtycka”, zamieniona później w bar „Uniwersalny”. W ostatnim okresie lokal funkcjonował jako bar mleczny „Przysmak”. W budynku mieściła się również księgarnia i sklep Cepelii.
Rozbiórka budynku rozpoczęła się w listopadzie 2003. Na jego miejscu od strony ul. Bukowskiej zbudowany został pierwszy w Poznaniu hotel 5-gwiazdkowy – hotel Sheraton Poznań (otwarty w 2006), natomiast od strony ul. Roosevelta powstało Centrum Obsługi Biznesu „Bałtyk”, w którym planowane jest otwarcie małej sali projekcyjnej pod historyczną nazwą.
Pomimo zburzenia obiektu, nazwa „Bałtyk” jest nadal obecna w przestrzeni Poznania – nazwę taką mają przystanki tramwajowe i autobusowe na ul. Bukowskiej. Przy przystankach znajduje się również tablica Systemu Informacji Miejskiej upamiętniająca budynek.

## Kino

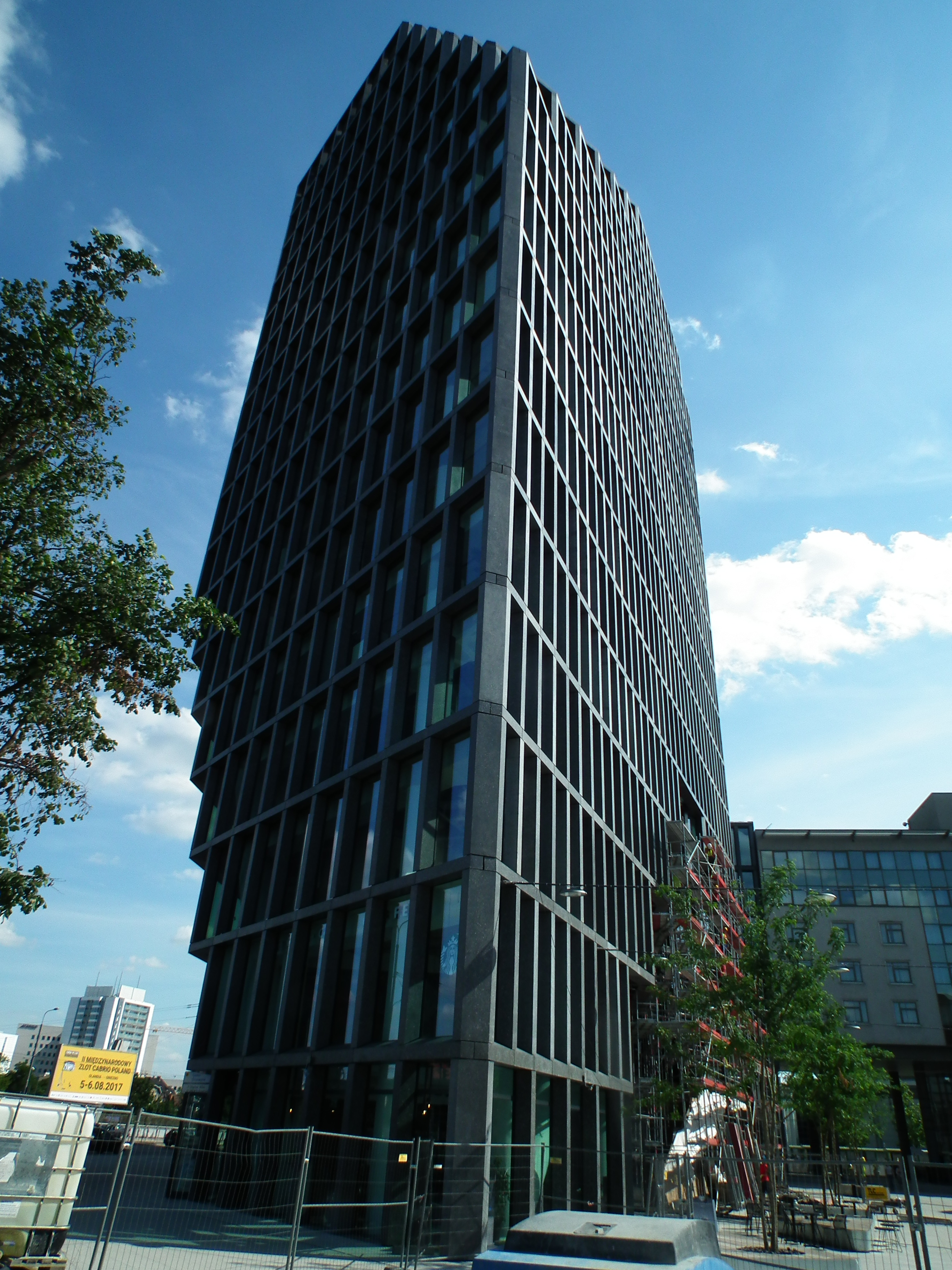
Centrum Obsługi Biznesu „Bałtyk” w miejscu dawnego kina

Kino zostało otwarte 8 lipca 1929 jako „Kino Stylowe”. Było reprezentacyjnym kinem Poznania z widownią na 1000 miejsc – na parterze, balkonie i w lożach. W 1933 roku przyjęło nazwę „Kino Oświatowe”. W latach 1939–1945 było zamknięte, aby ponownie rozpocząć swoją działalność po II wojnie światowej – 5 października 1945 – pod nazwą „Kino Bałtyk”. Wejście do kina znajdowało się od strony ul. Roosevelta, natomiast wyjście z sali od strony ul. Zwierzynieckiej. W kinie tym przez wiele lat odbywały się najważniejsze premiery, z udziałem twórców filmowych. Ostatni seans w kinie miał miejsce 19 lipca 2002 o godz. 20:00. W jego trakcie wyświetlono film Kino Paradiso.

## Neony
Od lat 60. do lat 90. XX wieku kino reklamował neon na północnej ścianie budynku z postaciami Indianina, kowboja, muzyka i kosmonauty, według projektu Antoniego Rzyskiego i Mieczysława Skrobackiego (patrz rekonstrukcja neonu). Od tej strony na dachu znajdował się również neon – pierwotnie Polleny Uroda, a następnie z napisem „Kino Bałtyk”.
Na dachu budynku od strony ul. Franklina Roosevelta znajdował się neon „Kino Bałtyk Kino”, później neon Wielkopolskiego Banku Kredytowego – duże zielone litery „WBK”, natomiast na elewacji neon baru. Od strony Międzynarodowych Targów Poznańskich na dachu budynku znajdował się neon „Jeziora Camping Lasy Zabytki – Wielkopolska”.